# William Joseph Jordan

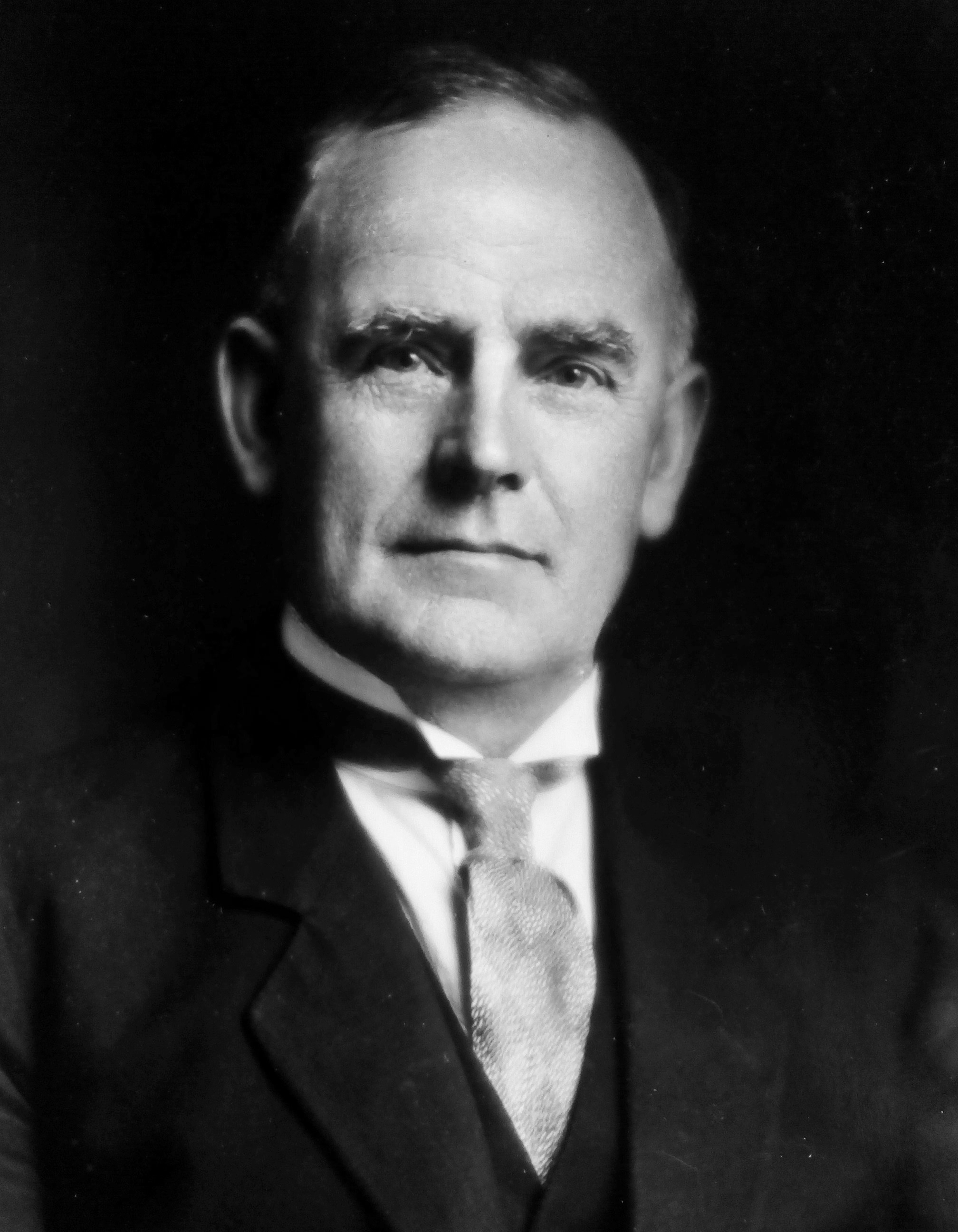
William Joseph Jordan (1935)

Sir William Joseph Jordan, KCMG, PC (* 19. Mai 1879 in Ramsgate, Grafschaft Kent, England; † 8. April 1959 in Auckland, Neuseeland) in der Öffentlichkeit bekannt als Bill Jordan, war ein britischgebürtiger, neuseeländischer Politiker der New Zealand Labour Party und von 1935 bis 1951 High Commissioner of New Zealand to the United Kingdom in London.

## Leben
William Joseph Jordan wurde am 19. Mai 1879 als Sohn des Fischers William Jordan und seiner Frau Elizabeth Ann Catt in Ramsgate der Grafschaft Kent geboren. Nachdem die lokale Fischerei-Industrie im Niedergang begriffen war, zog die Familie nach London. Dort besuchte er die St Luke's Parochial School, die er später mal St Luke's Poor School nannte, weil Eltern dort ihre Kinder hinschickten, weil sie nicht genug Geld hatten. Er absolvierte 1892 eine Lehre als Karosseriemaler und diente nach seinen eigenen Angaben vor seiner Abreise nach Neuseeland kurz bei der Metropolitan Police in London.
Im Jahr 1904, Jordan war bereits 25 Jahre alt, emigrierte er nach Neuseeland und verdiente dort seinen Lebensunterhalt durch Ausübung einer Vielzahl verschiedener Jobs, in denen er es aber jeweils nicht lange hielt. In Politik interessiert, wurde er Sekretär des Wellingtoner Zweigs der ersten Labour Party in Neuseeland und später Präsident des Zweigs der Partei in Waihi.
Während des Ersten Weltkriegs heiratete Jordan am 30. Januar 1917 seine erste Frau, Winifred Amy Bycroft in Ngaruawahia und meldet sich 17 Tage später zur New Zealand Army. Er folgte damit nicht anderen prominenten Labour-Politikern, die den Kriegsdienst in jener Zeit aus Gewissensgründen verweigerten. Im März 1918 wurde Jordan dann in Frankreich an der Front eingesetzt und zwei Wochen später so schwer verwundet, dass er nach seiner Genesung nicht mehr an der Front zum Einsatz kam. Stattdessen stieg er als Ausbilder zum Feldwebeloffizier zweiten und dritten Ranges auf.
Nach dem Ende des Ersten Weltkriegs kehrte Jordan nach Neuseeland zurück und stieg wieder in die Politik ein, gewann 1922 einen Wahlkreis in Manukau für seine Partei und damit ein Mandat im Neuseeländischen Parlament. 1933 übernahm er die Aufgabe der Präsidentschaft in der Labour Party.
Als im Jahr 1935 die Labour Party die Parlamentswahl gewann, erwartete Jordan einen Posten im Kabinett zu bekommen. Stattdessen sah man ihn für das Amt des High Commissioner für Neuseeland in London vor. Er trat dieses Amt, was zu dieser Zeit die einzige diplomatische Vertretung Neuseelands war, noch im selben Jahr im Vereinigten Königreich an und füllte die Funktion bis in das Jahr 1951 aus, als er in Auckland in den Ruhestand ging. Jordan gilt damit als der am längsten dienende High Commissioner Neuseelands. Des Weiteren vertrat Jordan Neuseeland im League of Nations (Völkerbund), deren Gründungsmitglied Neuseeland war und wurde 1938 ihr Präsident. 1946 vertrat er Neuseeland auf der Pariser Friedenskonferenz.
William Joseph Jordan verstarb am 8. April 1959 in Auckland und hinterließ seine zweite Ehefrau und zwei Kinder aus seiner ersten Ehe.

## Auszeichnungen
- 1937 – Freedom of Ramsgate[3]
- 1946 – Mitglied des Privy Council[4]
- 1952 – Knight Commander des Order of St Michael and St George – ausgezeichnet am 5. Juni[5]
- ???? – Freedom of the City of London
- ???? – Honorary doctorates from the University of Cambridge
- ???? – Honorary doctorates from the University of St Andrews

## Familie
Nachdem seine erste Frau, Winifred Amy Bycroft, im Jahr 1950 verstarb, bewarb er seine langjährige Sekretärin E. M. Iggulden mit ihm zu leben. Nachdem diese empört abgelehnt hatte, trennte er sich von ihr. Am 1. Juli 1952 heiratete Jordan dann Elizabeth Ross Reid, geborene Riddell, mit der er noch knapp sieben Jahre zusammen leben konnte.